# Alaena
Alaena is een geslacht van vlinders van de familie Lycaenidae, uit de onderfamilie Poritiinae.

## Soorten
- A. amazoula Boisduval, 1847
- A. aurantiaca Butler, 1895
- A. bicolora Bethune-Baker, 1924
- A. brainei Vári, 1976
- A. caissa Rebel & Rogenhofer, 1894
- A. ferrulineata Hawker-Smith, 1933
- A. hauttecoeuri Oberthür, 1888
- A. interposita Butler, 1883
- A. johanna Sharpe, 1890
- A. kagera Talbot, 1935
- A. kiellandi Carcasson, 1965
- A. lamborni Gifford, 1965
- A. maculata Hawker-Smith, 1933
- A. madibirensis Wichgraf, 1921
- A. margaritacea Eltringham, 1929
- A. ngonga Jackson, 1966
- A. nyassae Hewitson, 1877
- A. oberthuri Aurivillius, 1899
- A. picata Sharpe, 1896
- A. reticulata Butler, 1896
- A. rogersi Neave
- A. rollei Suffert, 1904
- A. savoa Talbot, 1935
- A. subrubra Bethune-Baker, 1915
- A. unimaculosa Hawker-Smith, 1926